# Eccellenza Molise 2000-2001
Il campionato italiano di calcio di Eccellenza regionale 2000-2001 è stato il decimo organizzato in Italia. Rappresenta il sesto livello del calcio italiano.
Questo è il campionato regionale della regione Molise.

## Classifica finale
|  | Pos. | Squadra                                               | Pt | G  | V  | N  | P  | GF | GS | DR  |
|  | ---- | ----------------------------------------------------- | -- | -- | -- | -- | -- | -- | -- | --- |
|  | 1.   | U.S. San Giorgio Collathia, Chieuti                   | 75 | 30 | 23 | 6  | 1  | 68 | 11 | +57 |
|  | 2.   | A.S. Atletico Trivento, Trivento                      | 75 | 30 | 23 | 6  | 1  | 59 | 11 | +48 |
|  | 3.   | U.S. Venafro, Venafro                                 | 68 | 30 | 21 | 5  | 4  | 73 | 17 | +56 |
|  | 4.   | U.S. Montenero Calcio, Montenero di Bisaccia          | 52 | 30 | 14 | 10 | 6  | 36 | 19 | +17 |
|  | 5.   | S.S.C. Sancta Juxta Palata, Palata                    | 48 | 30 | 14 | 6  | 10 | 41 | 28 | +13 |
|  | 6.   | U.S. San Martino in Pensilis, San Martino in Pensilis | 42 | 30 | 10 | 12 | 8  | 35 | 31 | +4  |
|  | 7.   | Pol. Guglionesi, Guglionesi                           | 38 | 30 | 10 | 8  | 12 | 35 | 42 | -7  |
|  | 8.   | Pol. Monteverde                                       | 36 | 30 | 9  | 9  | 12 | 33 | 46 | -13 |
|  | 9.   | Pol. Adriatica Petacciato, Petacciato                 | 33 | 30 | 7  | 12 | 11 | 26 | 30 | -4  |
|  | 10.  | A.S. Campomarino, Campomarino                         | 32 | 30 | 7  | 11 | 12 | 25 | 40 | -15 |
|  | 11.  | S.S. Sesto Campano, Sesto Campano                     | 31 | 30 | 8  | 7  | 15 | 35 | 61 | -26 |
|  | 12.  | S.S. Frenter Larino, Larino                           | 30 | 30 | 8  | 6  | 16 | 29 | 54 | -25 |
|  | 13.  | Pol. Polesiana, Campobasso                            | 29 | 30 | 7  | 8  | 15 | 27 | 44 | -17 |
|  | 14.  | Pol. Olimpia Agnonese, Agnone                         | 24 | 30 | 5  | 9  | 16 | 17 | 44 | -27 |
|  | 15.  | F.C. Real Fortore, Tufara                             | 22 | 30 | 5  | 7  | 18 | 21 | 53 | -32 |
|  | 16.  | Pol. Civitas, Civitanova del Sannio                   | 21 | 30 | 5  | 6  | 19 | 30 | 59 | -29 |

- Olympia Agnonese retrocessa poi ripescata al posto Monteverde per rinuncia.

## Spareggio promozione
| Squadra 1             | Risultato | Squadra 2         |
| --------------------- | --------- | ----------------- |
| San Giorgio Collathia | 1 - 0     | Atletico Trivento |

| Campobasso 20 maggio 2001 | San Giorgio Collathia | 1 – 0 | Atletico Trivento | Stadio Nuovo Romagnoli |